# 1247

## Esdeveniments

### Caiguda d'al-Laqant
En la primavera de l'any 1247 (any 645 de l'hègira) el rais d'al-Laqant, Zayyan ibn Mardanix, abandona la medina via mar pel port de Baver, rumb a l'exili a Kairuan (califat d'Ifríqiya). El setge d'Alacant continuaria en el context de la segona revolta mudèjar al sud del Regne de València amb al-Azraq al capdavant. El buit de poder a la medina facilitaria, finalment, la presa del castell per part de les forces cristianes en una data indeterminada entre 1247 i 1252, probablement comandades per l'infant Alfons de Castella. Pel Tractat d'Almirra de 1244, el rei Jaume I el Conqueridor havia concedit la possessió de Castella d'aquesta vila valenciana pel matrimoni de Violant d'Aragó, reservant el dret de la Corona d'Aragó de recuperar-la en un futur.

### Mentrestant .
- França:Carcassona: La ciutat passa a quedar definitivament sota el control del rei de França.
- Es promulguen els Furs d'Aragó.
- Primera notícia conservada de l'església de Sant Iscle i Santa Victòria de Vilanova de les Escaldes (Alta Cerdanya), tot i que devia haver-se construït els segles XI o XII.[1]